# Álcás pálmasodró
Az álcás pálmasodró (Paguma larvata) a pálmasodróformák (Paradoxurinae) közé tartozó cibetmacskaféle ragadozó. A kínaiak Yu-min-mao, azaz drágakőarcú macska néven ismerik.

## Előfordulása
Dél- és Közép-Kínában, Tongkingban, Tajvan és Hainan szigetein honos.

## Alfajai
A törzsváltozat (Paguma larvata larvata) (H. Smith) mellett számos alfaja alakult ki, főleg a különféle szigeteken és hegyvidékeken, mint például:
- Paguma larvata taivana (Swinhoe)  – Tajvanon;
- Paguma larvata ogilby (Pocock, 1933) – Szumátrán;
- Paguma larvata intrudens (Wroughton, 1910) – É-Burmában;
- Paguma larvata tytlerii – az Andamán- és Nikobár-szigeteken;
- Paguma larvata wroughtoni – Kasmírban, Felső-Pandzsábban, továbbá Uttaráncsal állam Kumaun and Garhwal megyéiben;
- Paguma larvata grayi – Kumaunban és Garhwalban;
- Paguma larvata neglecta – Szikkimtől Dél-Kínáig és Indonéziáig.

## Megjelenése
Körülbelül akkora, mint egy jókora macska: 80 centiméterre is megnőhet, de ebből 45 centiméter a farka. Tömege 2–5 kilogramm; házikedvencként vagy tenyésztésben akár 11 kilogrammosra is meghízhat. Háta és oldala sárgásszürke, feje fekete, arca, torka és nyaka szürkés. Ovális, csíkos pofácskája a menyétére emlékeztet. A pálmasodrók többségétől eltérően 40 foga van.

## Életmódja
Éjszakai állat. Bár a ragadozók közé tartozik, fő eleségei a gyümölcsök: füge, banán, mangó. Ezek mellett szívesen fogyaszt állati eredetű táplálékot is: rovarokat, egereket, tojást.

## Hasznosítása
Dél-Kínában ínyencfalatnak számít: roston sütve fogyasztják, és ezért tenyésztik is. Az atípusos tüdőgyulladás (SARS) járvány kirobbanása után a kínai kormány elégtelen információk alapján arra gyanakodott, hogy a járványt a tenyésztett pálmasodrók terjesztik, és ezért tízezer példányt öletett le (pedig a washingtoni egyezmény veszélyeztetett fajnak minősíti).

## További információk

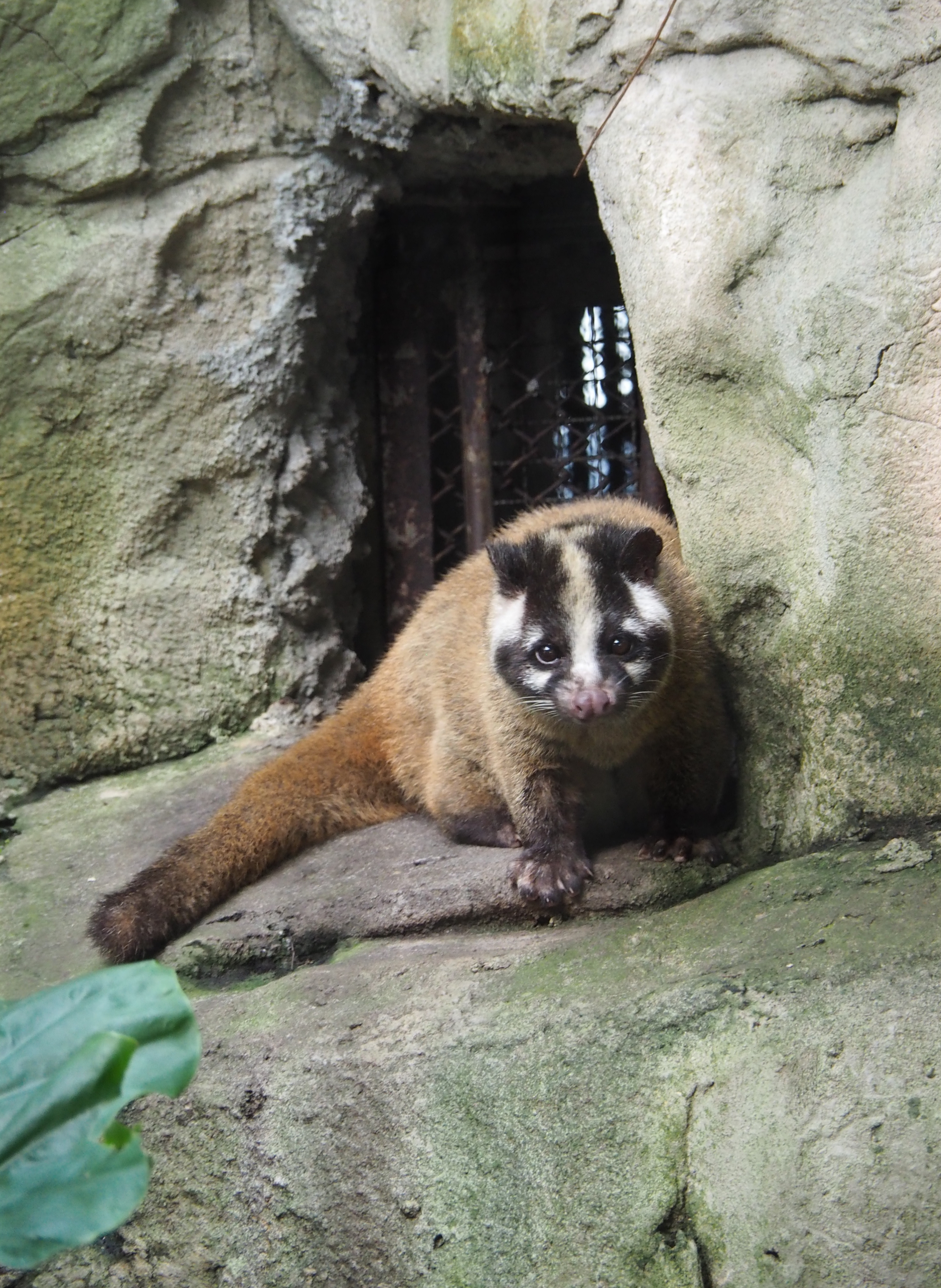
Álcás pálasodó a tajpeji állatkertben